# ناکامورا کانکورو ششم
ناکامورا کانکورو ششم (انگلیسی: Nakamura Kankurō VI؛ زادهٔ ۳۱ اکتبر ۱۹۸۱) هنرپیشه، و بازیگر سینما اهل ژاپن است.